# Thẩm định giáo dục
Kiểm định giáo dục hay thẩm định giáo dục là một loại quy trình đảm bảo chất lượng theo đó các dịch vụ và hoạt động của các tổ chức hoặc các chương trình giáo dục được đánh giá bởi một cơ quan bên ngoài để xác định tiêu chuẩn áp dụng được đáp ứng. Nếu tiêu chuẩn được đáp ứng, tình trạng được công nhận được cấp bởi các cơ quan thích hợp.
Trong hầu hết các nước hiện chức năng kiểm định chất lượng giáo dục được tiến hành bởi một tổ chức chính phủ, chẳng hạn như Bộ Giáo dục. Tại Hoa Kỳ một quy trình đảm bảo chất lượng tồn tại độc lập với chính phủ và do tổ chức phi lợi nhuận tư nhân thực hiện. Quá trình công nhận của Mỹ đã được phát triển vào cuối thế kỷ 19 và đầu thế kỷ 20 sau khi các tổ chức giáo dục nhận thức một nhu cầu phối hợp cải thiện và khớp nối giữa các tổ chức giáo dục trung học và sau trung học, cùng với tiêu chuẩn hóa các yêu cầu giữa hai cấp.

## Các tổ chức thẩm định giáo dục tại Mỹ
- Middle States Association of Colleges and Schools(MSACS) – Educational institutions in New York, New Jersey, Pennsylvania, Delaware, Maryland, the District of Columbia, Puerto Rico, and the US Virgin Islands, as well as schools for American children in Europe, North Africa, and the Middle East.
- New England Association of Schools and Colleges(NEASC) – Educational institutions in the six New England states (Connecticut, Maine, Massachusetts, New Hampshire, Rhode Island, and Vermont).
- North Central Association of Colleges and Schools(NCACS) – Educational institutions in Arkansas, Arizona, Colorado, Iowa, Illinois, Indiana, Kansas, Michigan, Minnesota, Missouri, North Dakota, Nebraska, New Mexico, Ohio, Oklahoma, South Dakota, Wisconsin, West Virginia, and Wyoming.
- Northwest Accreditation Commission(NWAC) for primary and secondary schools and Northwest Commission on Colleges and Universities (NWCCU) for postsecondary institutions in Alaska, Idaho, Montana, Nevada, Oregon, Utah, and Washington.
- Southern Association of Colleges and Schools(SACS) – Educational institutions in Virginia, Florida, Georgia, Kentucky, Louisiana, Mississippi, North Carolina, South Carolina, Alabama, Tennessee and Texas.
- Western Association of Schools and Colleges(WASC) – Educational institutions in California, Hawaii, Guam, American Samoa, Micronesia, Palau, and Northern Marianas Islands, as well as American schools  in Asia.